# Дайсон, Фрэнк Уотсон
Сэр Фрэнк Уотсон Да́йсон (англ. Frank Watson Dyson; 8 января 1868 — 25 мая 1939) — английский астроном. Королевский астроном в 1910—1933.

## Биография
Фрэнк Уотсон Дайсон родился 8 января 1868 года в Мишеме (Лестершир), в 1889 окончил Тринити-колледж Кембриджского университета, где изучал математику и астрономию.
В 1905—1910 — Королевский астроном Шотландии, в 1910—1933 — Королевский астроном, директор Гринвичской обсерватории. В 1928 году установил в обсерватории маятниковые часы, которые позволили определять время более точно. Также изобрёл сигналы проверки времени («шесть писков»), которые стали передаваться по радио BBC с 5 февраля 1924 года.
Основные труды в области изучения солнечных затмений и спектра короны и хромосферы. В 1919 совместно с Артуром Эддингтоном организовал две экспедиции для наблюдения солнечного затмения 29 мая 1919 года в город Собрал в Бразилии и на португальский остров Принсипи в Африке (сам Дайсон наблюдал затмение в Бразилии), результаты которых подтвердили предсказание общей теории относительности Эйнштейна об отклонении света в поле тяготения Солнца.
Сэр Фрэнк Уотсон Дайсон умер во время путешествия из Австралии в Англию 25 мая 1939 года и был похоронен в море.
Член Лондонского королевского общества (1901), президент Королевского астрономического общества (1911—1913), президент Британской астрономической ассоциации (1916—1918), президент британского Института физики (1927—1929), член-корреспондент Петербургской академии наук (1915), иностранный член Национальной академии наук США (1926).
Медаль Кэтрин Брюс (1922), Золотая медаль Королевского астрономического общества (1925), Королевская медаль Лондонского Королевского общества (1921), личное рыцарство (1915), Орден Британской империи (Рыцарь-Командор) — 1926.
В его честь назван кратер на Луне и астероид (1241) Дайсона, открытый 4 марта 1932 года южноафриканским астрономом Гарри Эдвином Вудом.в Республиканской обсерватории Йоханнесбурга

## Публикации
- A Determination of the Deflection of Light by the Sun’s Gravitational Field, from Observations Made at the Total Eclipse of May 29, 1919 (недоступная ссылка) by F. W. Dyson, A. S. Eddington, and C. Davidson, Philosophical Transactions of the Royal Society of London. Series A, Containing Papers of a Math. or Phys. Character, vol. 220, pp. 291–333, 1920
- Astronomy, Frank Dyson, London, Dent, 1910